# Én, Strasznov Ignác, a szélhámos
Az Én, Strasznov Ignác, a szélhámos 1966-ban készült fekete-fehér, kétrészes magyar tévéfilmsorozat.

## Alaptörténet
|  | Alább a cselekmény részletei következnek! |

Az idős Mikola Menyhért, volt császári és királyi mesterdetektív a letűnt kor nagy bűnözőiről mesél a televízióban. A szélhámosok koronázatlan királyának az Osztrák–Magyar Monarchia legnagyobb szélhámosát, Sztrasznov Ignácot tartja. Jellemzéséül csak annyit, hogy már 23 éves korában eladta az egész Vérmezőt bolgárkertészeknek, egy fess huszárfőhadnagyi ruhában pénzt csalt ki főuraktól, gyárosoktól, üzletemberektől, és az egyház felsőbb köreit sem kímélte. Mikola elbeszéléséből Strasznov kalandjai elevenednek meg.

### 1. epizód
Az első epizód legelején Mikola nyomozó Strasznov szállodai szobájában elkapja a szélhámost. Mielőtt azonban bekísérné a rendőrségre, egy üveg konyak mellett elmesélteti vele, hogyan tudott ennyi embert rászedni.
Strasznov miután eladta a Vérmezőt Amerikába szökött, de egy idő után hazatért. Beállt a bátyja színházába színésznek, de mindjárt az első darabban, ahol huszárfőhadnagyot alakított, csúfosan megbukott. A színháztól távozott, de az egyenruhát magával vitte, későbbi szélhámosságait jórészt abban követte el, önmagát grófnak és huszárfőhadnagynak mondva.
A színházi kudarc után lelki válságba került, maga sem hitte el, hogy annyira rossz lett volna. Hogy kipróbálja tehetségét, elment a főúri Nemzeti Kaszinóba, ahová határozott és úri modorával nemcsak bejutott, de mivel Eszterházy rokonnak vélték, még egy kisebb vagyont, 4000 korona kölcsönt is felvett úri kártyatartozásra hivatkozva.
Sajnos a pénz nem sokáig tartott, mivel megismerkedett egy Dóra nevű orfeuménekesnővel, akivel ezután évekig tartó se vele, se nélküle kapcsolatban élt. Mikor szerzett pénzt, utazgattak és boldogan éltek, mikor elfogyott, Dóra is eltűnt. Ezért aztán folyton újabb szélhámosságokkal szerzett pénzt.
Egy szőrmegyárostól 5000 koronát csalt ki a hadsereg szőrmebekecs rendelése kapcsán. Mikor egy volt iskolatársa elpanaszolta, hogy a kártya és a lóverseny miatt sikkasztott, ha másnapra nem tud 800 koronát szerezni börtönbe kerül, Strasznov segített rajta. Eszterházy családtagnak mutatva magát, a családnak lekötelezett hercegprímástól kért nem 800, hanem mindjárt 8000 koronát. Dóra társaságában azonban ez a pénz is hamar elfogyott.
Megpróbált a hitelezői elől Abbáziába menekülni, persze vonatjegy nélkül, de a kalauz Nagykanizsán leszállította a vonatról. A restiben a tulajdonos megszólította, hogy írjon alá egy támogatói ívet számára, mert nem akarják meghosszabbítani a bérletét, cserében ingyen ebédelhet. Strasznov az ívet összetépte, erre nincs szükség, majd elintézi 10000 koronáért az ügyet. Persze arra számított, hogy megkapja előre a pénzt, de nem így történt. Mivel ez egy hatalmas összeg volt, nem mondott le róla. Egy gróftól kicsalt névjeggyel magánál József főhercegnél jelentkezett, el is intézte a bérletet, megkapta a tízezret.
Mire a történet eddig jutott, Mikola alaposan kapatos lett a folyton utánatöltött konyakoktól. Strasznov fogad vele 100 koronában, hogy hiába állnak a kapuban detektívek, a huszárfőhadnagyi ruhában simán ki fog jutni. Mikola szerint erre nincs esély, ezért belemegy, noha a kapuban álló detektíveket személyesen nem ismeri. Strasznov a szokásos lehengerlő és arisztokratikus stílusában felszólítja a detektíveket, hogy ez az ember (Mikola) betört a szobájába, csak azért nem lőtte keresztül, mert tök részeg, tartóztassák le. Meglepő módon hisznek neki, ismét meg tud szökni. Mikola a kapitánytól fél évet kap elkapására, különben ki van rúgva.

### 2. epizód
Strasznovnak nem találják nyomát, még mindig szabad, sőt, egy hírlapnál Szentgáli néven rendőrségi tudósító, bejárása van a rendőrkapitányhoz is. Mikola azonban felismeri és követni kezdi. Strasznov, azaz ezúttal Szentgáli - noha főnöke szerint túlzottan becsületes - elvállalja, hogy az ellenzéki képviselőjelöltként induló lapkiadó korteshadjáratát vezesse Óbudán. Korlátlan anyagi lehetőséget kap, ezúttal mindent be is vet, akár még napi három vacsorát is bevállal kortesútjain, de végül minden hiába. Mivel az óbudai hajógyár a munkásait választási csalás okán nem engedi el szavazni, a kormánypárt győzelme esélyes. Ide a becsületes Szentgáli már kevés. Strasznov egy újabb ügyes húzással a minisztériumi államtitkár nevében felhívja a hajógyárat, hogy a kormánypárt győzelme már biztos, elengedhetik az egységesen az ellenzékre voksoló munkásokat választani. Főnöke ezzel a húzással megnyeri a választást, de rögtön ezután Mikola Strasznovot letartóztatja, három évet kap.
Strasznov végre rács mögé kerül. A grófokhoz, gyárosokhoz szokott szélhámos azonban rosszul érzi magát a tolvajok, rablók között. A börtönorvost rászedve elintézi, hogy a börtön második emeletére kerüljön a „jobb” rabok közé, ahol egy Ramskogler nevű sváb lókupec számára botokat gyártanak. Strasznov azonban a botgyártáshoz sincs szokva, első napon az elvárt norma tizedét hozza, viszont egy termelésnövelő ötletét átadja a kupecnek, aki hálából megbízza a „cégvezetéssel” a börtönben. Minden rendben volna, ám egy nap főnöke távollétében nem bír ellenállni egy kínálkozó alkalomnak, eladja az egész műhelyt és megszökik. A vasútállomáson azonban a kupec és a börtönigazgató várja. Kiderül, ezúttal ő lett szélhámosság áldozata. Már csak pár hónap lett volna vissza a büntetésből, de mivel Ramskogler nem szívesen válna meg kiváló üzletvezetőjétől, ezért csőbe húzta Strasznovot, aki szökésért újabb két évet kap.
Strasznov és Mikola évekkel később, 1925 körül Bécsben találkoznak. Az öregedő, egykori sikerein túllévő szélhámos elmeséli, hogy a háborút is a börtönben töltötte, kimaradt a legjobb hadiszállítói szélhámosságokból. Minden bajának okozója, Dóra művésznő is végképp otthagyta, férjhez ment egy kötéltáncoshoz.
Hogy ismét talpra álljon csak 100 schilling kéne, ezzel el tudna utazni Berlinbe, ott jó áron el tudná adni egy kiadónak a visszaemlékezéseit, de Mikola nem ad neki. Erre felajánl neki egy üzletet. Itt, Bécsben is el lehetne adni a visszaemlékezéseket, de csak sokkal olcsóbban. Ha Mikola helyette felmegy a kiadóhoz és aláírja Strasznov néven a kiadásra a szerződést és kér ezer előleget, a maradék kilencszázat megtarthatja. Semmi kockázat nincs, neki csak a száz kell a berlini utazáshoz. Mivel jelentős összegről van szó, Mikola naivan belemegy.
A szerződés aláírása után a kiadó hívja a rendőrséget, mivel a kizárólagos joggal eladott életrajz már számos országban megjelent, képregény, film, operett, sőt bábszínházi előadás is készült belőle. A több éves üldözésért és lebuktatásért Strasznov kései bosszút állt, a meglepett Mikolát a rendőrök elviszik szélhámosságért és csalásért.
|  | Itt a vége a cselekmény részletezésének! |

## Alkotók és szereplők
| Színész             | Szereplő                                      | Leírás                                    |
| ------------------- | --------------------------------------------- | ----------------------------------------- |
| Benkő Gyula         | Strasznov Ignác                               |                                           |
| Márkus László       | Mikola Menyhért                               | nyomozó                                   |
| Pécsi Ildikó        | Víglaki Dóra                                  | táncosnő az Orfeumban                     |
| Horváth Gyula       | Müller                                        | szőrmegyáros                              |
| Gyenge Árpád        | Schwartz Izidor                               | resti tulajdonos                          |
| Basilides Zoltán    | Szépvölgyi                                    | Dóra szeretője, Strasznov párbajra hívója |
| Tyll Attila         | Eszterházy Miklós herceg a Nemzeti Kaszinóban |                                           |
| Brachfeld Siegfried | bécsi könyvkiadó                              |                                           |
| Csonka Endre        | lapkiadó                                      | aki indul a képviselőválasztáson          |
| Ferenc László       |                                               |                                           |
| Győrffy György      | rendőrkapitány                                | Menyhért főnöke                           |
| Hlatky László       | Strasznov egykori iskolatársa                 | sikkasztó könyvelő                        |
| Kamarás Gyula       | József főherceg                               |                                           |
| Kozák László        |                                               |                                           |
| Körmendi János      | a börtön elmeorvosa                           |                                           |
| Miklósy György      |                                               |                                           |
| Nagy István         |                                               |                                           |
| Nagyajtay György    |                                               |                                           |
| Pongrácz Imre       | Radó                                          | az Óbudai Hajógyár vezérigazgatója        |
| Somogyvári Pál      |                                               |                                           |
| Szendrő József      | Ramskogler, sváb kupec,                       | a börtönműhely bérlője                    |
| Ujlaky László       |                                               |                                           |
| Zách János          | Vaszary Kolos „bácsi”                         | a hercegprímás                            |

- Rendező: Keleti Márton
- Forgatókönyvíró: Bencsik Imre
- Dramaturg: Mészöly Tibor
- Operatőr: Nagy József
- Vágó: Hertzka Vera
- Zeneszerző: Fényes Szabolcs
- Díszlettervező: Duba László
- Jelmeztervező: Kemenes Fanni
- Koreográfus: Tóth Sándor
- Maszkmester: Boócz Mara
- Hangmérnök: Pintér József
- Fővilágosító: Csikesz Gyula
- Rendező munkatársa: Sándor Pál
- Gyártásvezető: Szente László